# Carmen V
El Carmen V o Poema 5 (Catullus 5) es uno de las poesías más famosas del poeta romano Cayo Valerio Catulo (87 a. C. – 54 a. C.). El poema ha sido traducido e imitado numerosas veces en multitud de idiomas. El poema está dirigido a Lesbia,seudónimo literario utilizado por el poeta para referirse a su amante y tradicionalmente identificado con Clodia, la esposa de Quinto Cecilio Metelo Céler y hermana de Publio Clodio Pulcro. 

## Texto
En latín:
1. Viuamus, mea Lesbia, atque amemus,
2. rumoresque senum seueriorum
3. omnes unius aestimemus assis.
4. Soles occidere et redire possunt:
5. nobis, cum semel occidit breuis lux,
6. nox est perpetua una dormienda.
7. Da mi basia mille, deinde centum,
8. dein mille altera, dein secunda centum,
9. deinde usque altera mille, deinde centum.
10. Dein, cum milia multa fecerimus,
11. conturbabimus illa, ne sciamus,
12. aut nequis malus inuidere possit,
13. cum tantum sciat esse basiorum.

En español:
1. ¡Vivamos y amemos, Lesbia mía!
2. ¡Y las habladurías de ancianos más severos,
3. todas, nos importen un bledo!
4. Los soles pueden morir y renacer:
5. nosotros, en cuanto la efímera luz se apague,
6. habremos de dormir una única noche eterna.
7. Dame mil besos, luego cien,
8. luego otros mil, luego cien otra vez,
9. luego sin cesar otros mil, luego cien.
10. Luego, cuando muchos miles hayamos hecho,
11. perderemos la cuenta para no saberla
12. o para que ningún malvado pueda mirarnos con malos ojos,
13. cuando sepa que es tan grande el número de besos.